# Allmän bild
Allmän bild är inom heraldiken en term för alla de sköldemärken som inte är häroldsbilder. Eftersom häroldsbilder utgör geometriska indelningar av sköldytan, är allmänna bilder således alla bilder av andra föremål som förekommer i vapen. Hit hör djur, växter, verktyg och allt upptänkligt annat.

## Exempel på allmänna bilder

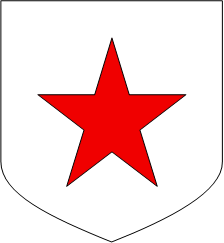
Röd stjärna
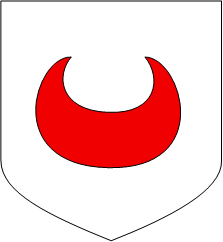
Röd månskära
Röd lilja (av Florens)
Röd ros
Röd femblading
Rött upprest lejon
Två röda gående lejon
Tre röda leoparder
Röd örn
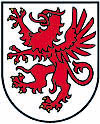
Röd grip
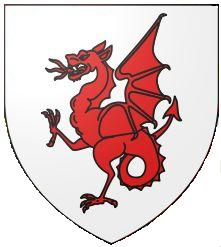
Röd lindorm
Rött slott
Rött fartyg
Två silversvärd
Två silvernycklar
Silverhjul
Silverhorn
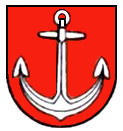
Silverankare